# Epipedocera rufipennis
Epipedocera rufipennis là một loài bọ cánh cứng trong họ Cerambycidae.